# Luchthaven Košice
Košice International Airport (Slowaaks: Medzinárodné letisko Košice) (IATA: KSC, ICAO: LZKZ) is de luchthaven van Košice, Slowakije, een stad met ongeveer 240.000 inwoners. Het is na Bratislava de op een na grootste luchthaven van het land. Ze bevindt zich in het stadsdeel Barca, op ongeveer 6 km ten zuiden van het stadscentrum van Košice.

## Geschiedenis
De constructie van het hedendaagse vliegveld begon in 1950 in het stadsdeel Barca. In 1954 begon de bouw van het nieuwe deel van de nieuwe passagiersterminal, hangar en controletoren. In 1955 begon de lijndienst tussen Košice en Praag. De toevoer van stroom werd verbeterd door krachtigere transformatoren in 1962. Een stijging van de passagiersaantallen vroeg om een grotere terminal in de jaren '60. De oprichting van de SNP Luchtmachtacademie in 1973 zorgde voor een sterkere luchtmachtpositie van het toenmalige Tsjechoslowakije. Tussen 1974 en 1977 werd de landingsbaan met 1100 meter verlengd, de stroomtoevoer herbouwd en werd er een lichtsysteem geïnstalleerd dat voldeed aan de CAT II ICAO-specificaties. Militair gebruik van de luchthaven werd in 2004 gestaakt.

## Luchtvaartmaatschappijen en bestemmingen
Lijnvluchten
- Austrian Airlines - Wenen (seizoensvluchten: Budapest)
- Czech Airlines - Praag, Bratislava (seizoensvluchten: Ostrava)
- Eurowings - Düsseldorf, München
- LOT Polish Airlines - Warschau
- Turkish Airlines - Istanbul
- Wizzair - Londen-Luton

Chartervluchten
- Czech Airlines - Rijeka
- Smart Wings - Burgas, Heraklion, Lamezia Terme, Larnaca, Palma de Mallorca, Rhodos